# 島原落穂
島原 落穂（しまはら おちほ、女性、1921年12月9日 - 2013年3月31日）は、日本のロシア語翻訳家、ノンフィクション作家、歌人。

## 略歴
東京府北豊島郡巣鴨出身。父は慶應予科教授の島原逸三。
1939年普連土女学校卒。1941年玉成保母養成所卒、森村幼稚園に勤務。
1944年慶應義塾大学工業図書館勤務。1945年から1946年に母と父が死去。
1961年慶應義塾大学附属外国語学校ロシア語科卒。1965年同校講師、1966年日ソ学院講師、東京ロシア語学院講師。
1946年から同人誌「創作」（若山牧水創刊）会員。
島原の遺稿をまとめた芹生一（本名・島原健三（1928年 - ）、成蹊大学名誉教授、工業化学）は弟。

## 著書
- 『白い雲のかなたに 陸軍航空特別攻撃隊』（童心社、ノンフィクション・ブックス） 1985
- 『海に消えた56人 海軍特攻隊・徳島白菊隊』（童心社、ノンフィクション・ブックス） 1990
- 『シベリアの虹 歌集』（芹生一編、島原健三） 2014

## 翻訳
- 『音と記号』（A・コンドラートフ、ラティス） 1967
- 『心理のプロセス』（B・V・アフリビニンスキー、ラティス） 1967
- 『みどりの仮面』（ホルゲル・プック、B・カラウーシン絵、岩波書店） 1971
- 『少女マーカ』（リジヤ・ネクラーソワ、童心社） 1977
- 『白いあざらし 愛と勇気の伝説』（ユーリー・ストリジェフスキー再話、木村しゅうじ画、童心社） 1979
- 『森の精のいる村』（ラージー・パゴージン、金井塚道栄画、童心社） 1980
- 『けわしい坂』（アリベルト・リハーノフ、ユノセイイチ画、童心社） 1982
- 『木の馬』（アリベルト・リハーノフ、ユノセイイチ画、童心社） 1984
- 『黄色いかばんをおいかけろ!』（ソフィヤ・プロコーフィエワ、かみやしん絵、童心社） 1985
- 『いってらっしゃい、イーブシキン』（イリーナ・トクマコーワ、福武書店） 1987
- 『まいごの宇宙ロボット』（ユーリー・コリネーツ、かみやしん画、童心社） 1987
- 『孤島の冒険』（ニコラーイ・ヴヌーコフ、ジマイロフ画、童心社） 1988、のちフォア文庫
- 『マルーシャ、またね』（イリーナ・トクマコーワ、レフ・トクマコフ絵、岩崎書店、新しい世界の文学） 2000

### パーヴェル・バジョーフ
- 『石の花』（パーヴェル・バジョーフ、A・ベリューキン画、童心社、バジョーフ・民話の本1） 1979、のちフォア文庫
- 『小さな鏡』（パーヴェル・バジョーフ、A・ベリューキン画、童心社、バジョーフ・民話の本2）1983
- 『火の踊り子』（パーヴェル・バジョーフ、A・ベリューキン画、童心社、バジョーフ・民話の本3）1983
- 『銀のひづめ』（パーヴェル・バジョーフ、A・ベリューキン画、童心社、バジョーフ・民話の本4）1984